# Wayne Shelton
Wayne Shelton is een Belgische stripreeks die begonnen is in juni 2001 met Jean Van Hamme als schrijver en Christian Denayer als tekenaar.

## Inhoud
De reeks draait rond personage Wayne Shelton, een Vietnamveteraan die voor eigen rekening dure, onmogelijk geachte opdrachten voor veel geld behandelt. Hij werkt meestal voor (ex)vrienden, sporadisch ook voor de overheid, soms ook onder dwang. 
Sommige avonturen zijn over meerdere albums verdeeld, anderen zijn één album lang. Hij heeft een losse relatie met Honesty Goodness, maar gaat ook vaak met andere vrouwen naar bed. Shelton is niet meer van de jongsten en wordt daarvoor vaak geplaagd door zijn vrienden. De meeste verhalen spelen zich in het Midden-Oosten af, vaak in fictieve landen. 

## Personages
- Wayne Shelton: een James Bond-figuur op leeftijd, die avonturen beleeft door onmogelijke opdrachten voor veel geld uit te voeren.
- Honesty Goodness: Een sexy variété-artieste die Wayne in bijna alle albums helpt. Zijn vaste maîtresse, maar gaat ook met andere mannen naar bed. Speelt graag "Zhang".
- Pierre Madrier: vriend die Wayne soms bijstaat.
- Djemail Kahn: woestijnrover die Wayne soms helpt, soms ook tegenwerkt.
- Horace T. Quayle: Miljardair die eerst Wayne opdrachten geeft, nadien door hem wordt omgebracht.

## Albums
Alle albums zijn getekend door Christian Denayer
| Nummer | Titel                    | Uitgever(s)                       | Schrijver(s)                       |
| ------ | ------------------------ | --------------------------------- | ---------------------------------- |
| 1      | De missie                | Comicplus, Dargaud Benelux        | Jean Van Hamme                     |
| 2      | Het verraad              | Dargaud Benelux, Khani éditions   | Jean Van Hamme                     |
| 3      | Het contract             | Dargaud Benelux                   | Jean Van Hamme, Thierry Cailleteau |
| 4      | De overlevende           | Dargaud Benelux                   | Thierry Cailleteau                 |
| 5      | De wraak                 | Dargaud Benelux                   | Thierry Cailleteau                 |
| 6      | De gijzelaar             | Stripwinkel Alex, Dargaud Benelux | Thierry Cailleteau                 |
| 7      | De lans van Longinus     | Dargaud Benelux                   | Thierry Cailleteau                 |
| 8      | De nacht van de adelaars | Dargaud Benelux                   | Thierry Cailleteau                 |
| 9      | Hare hoogheid Honesty    | Dargaud Benelux                   | Jean Van Hamme                     |
| 10     | De Losprijs              | Dargaud Benelux                   | Jean Van Hamme                     |
| 11     | Honderd miljoen Pesos    | Dargaud Benelux                   | Jean Van Hamme                     |
| 12     | No return                | Dargaud Benelux                   | Jean Van Hamme                     |
| 13     | Vendetta                 | Dargaud Benelux                   | Jean Van Hamme                     |